# Trajanov stup
Trajanov stup (Trajanova kolumna) je trijumfalni stup na Trajanovom forumu u Rimu podignut oko 106. – 113. u slavu pobjede cara Trajana u vojnom pohodu protiv Dačana. Visok 29,78 metara, urešen je od baze do vrha narativnim reljefima koji u vidu spiralne trake obavijaju stup i u plitkom reljefu prikazuju pobjedonosni rat protiv Dačana. 

## Reljefi
Na pretrpanom reljefu postignuta je zavidna karakterizacija, čak i portretnost lica, bogata igra svjetlosti i sjene i mnogostruki prostorni planovi. Unutar stupa nalazi se stubište, a na vrhu stubišta se nalazila skulptura Trajana.
Trajanov stup je djelo vojnog inženjera Apolodora iz Damaska koji je sam bio sudionik Trajanovog pohoda u Daciju te je poput pisca putopisa upijao senzacije pojavnog svijeta: detalje krajolika, trk životinja, pojedinosti ljudske anatomije, oružja i odjeće, raznih plovila, ratnih strojeva, karaula i dr. Sve je to Apolodor ugradio u prizore preko 190 metara dugog reljefa s više od 2,500 figura, što se poput dugog kamenog papirusa obavija oko šupljeg stupa s unutrašnjim zavojitim stubištem. Spiralni tok trake omogućuje kronološki kontinuitet prikaza koji se nikako drukčije ne bi mogao postići. U njegovoj bazi je izgrađena cela (svetište) za zlatnu urnu – hranište careva pepela, a na vrhu stupa – kruništu, uzdignut pozlaćen carev kip (izgubljen u srednjem vijeku, potkraj 16. stoljeća zamijenjen skulpturom sv. Petra – sveca zaštitnika grada Rima). 
Iako se gornje scene ne mogu vidjeti iz podnožja stupa, bile su vidljive s balkona zgrada koje su polukružno okruživale stup.
Reljefni friz pripovijeda o dva Trajanova rata s Dačanima koje međusobno odvaja lik božice Nike (božice pobjede) koja cijeli događaj zapisuje na štit. Mnogostruki prostorni odnosi ostvareni su u plitkom reljefu koji zbog iluzionističkog dizajna planova i bogato raščlanjene površine, na kojoj nastaje treperava igra svjetla i sjene, ima slikarske kvalitete. Ratni su prizori izrađeni realistički, na grčki način, pa su svi likovi pomno karakterizirani, a neke scene i krajnje naturalizirane (npr. sječa glava poraženih, progon stanovništva i dr.), što objektivni izraz i epsku viziju stapaju u jedinstvo. Iz toga proizilazi emocionalno pražnjenje u kojemu sudjeluju i umjetnik i interpretirani likovi i promatrači. Na taj način se kroz jedno djelo otkriva puni okvir povijesti onog doba, zasnovane na očitovanju neumoljive carske moći. Ovo djelo je snažne političke poruke o mesijanskoj investituri slavljenika, ali ujedno i objava nepobjedivosti i vječnosti Rima.

## Poveznice
- Trajanov forum
- Umjetnost starog Rima
- Slavoluk

- Fotografije reljefa.